# 85555
85555 ist das zweite Studioalbum der deutschen Rockband Spliff. Es erschien am 1. Februar 1982 bei CBS. Es konnte sich über ein Jahr lang in den deutschen Charts halten und erreichte dort in der Spitze Platz eins.

## Name
Der Name 85555 ist die Bestellnummer des Albums beim Label CBS. Auf dem Cover sind auf weißem Grund nur der Name Spliff und darunter die Zahl abgebildet.

## Besonderes
Mit 85555 wenden sich Spliff von ihren zuvor durchweg englischen Texten ab. Alle Texte sind auf Deutsch, eine Ausnahme bildet das Lied Carbonara, das etwa zu zwei Dritteln in italienischer Sprache und zu einem Drittel auf Deutsch gehalten ist. 85555 ist das erste Album, mit dem sich Spliff in den deutschen Charts platzieren konnten; es blieb mit 56 Wochen Verbleib in der Bestenliste und dem Spitzenplatz eins das erfolgreichste Spliff-Album und erhielt eine Platin-Schallplatte. Eine internationale Version von 85555 erschien im November 1982, sie konnte sich für eine Woche in den deutschen Charts platzieren (Platz 56).

## Stil
Obwohl Spliff aufgrund ihres kurzfristig sehr hohen kommerziellen Erfolges in der ebenso kurzen Phase der Neuen deutschen Welle und wegen ihrer deutschen Texte oft dieser Musikrichtung zugeordnet werden, verweisen Musikexperten darauf, dass Spliff kaum Gemeinsamkeiten mit der typischen NDW-Musik haben und eher eine typische Rockband mit Einflüssen aus dem Funk und der damals noch jungen elektronischen Musik waren.

## Titelliste
Seite 1
1. Déjà Vu
2. Heut’ Nacht
3. Notausgang
4. Carbonara
5. Computer sind doof

Seite 2
1. Kill!
2. Duett komplett
3. Jerusalem
4. Damals

## Singleauskopplungen
Die Lieder Deja Vu, Heut’ Nacht und Carbonara wurden auch als Singles veröffentlicht, Carbonara (Platz 5) und Deja Vu (Platz 36) konnten sich in den deutschen Charts platzieren. Carbonara blieb der größte Hit und das bekannteste Lied von Spliff.

## Besetzung
Albumproduktion
Alle Songs wurden produziert von Spliff (Bernhard Potschka, Manfred Praeker, Herwig Mitteregger und Reinhold Heil).

## Artwork
Das Coverfoto wurde aufgenommen von Jim Rakete. Die Grafik stammt von Roman Stolz.